# Hình chiếu
Hình chiếu (3D projection) là hình biểu diễn 3 chiều của đối tượng lên mặt phẳng hai chiều. Yếu tố cơ bản tạo nên hình chính là đối tượng cần chiếu, mặt phẳng chiếu và phép chiếu.

## Phân loại

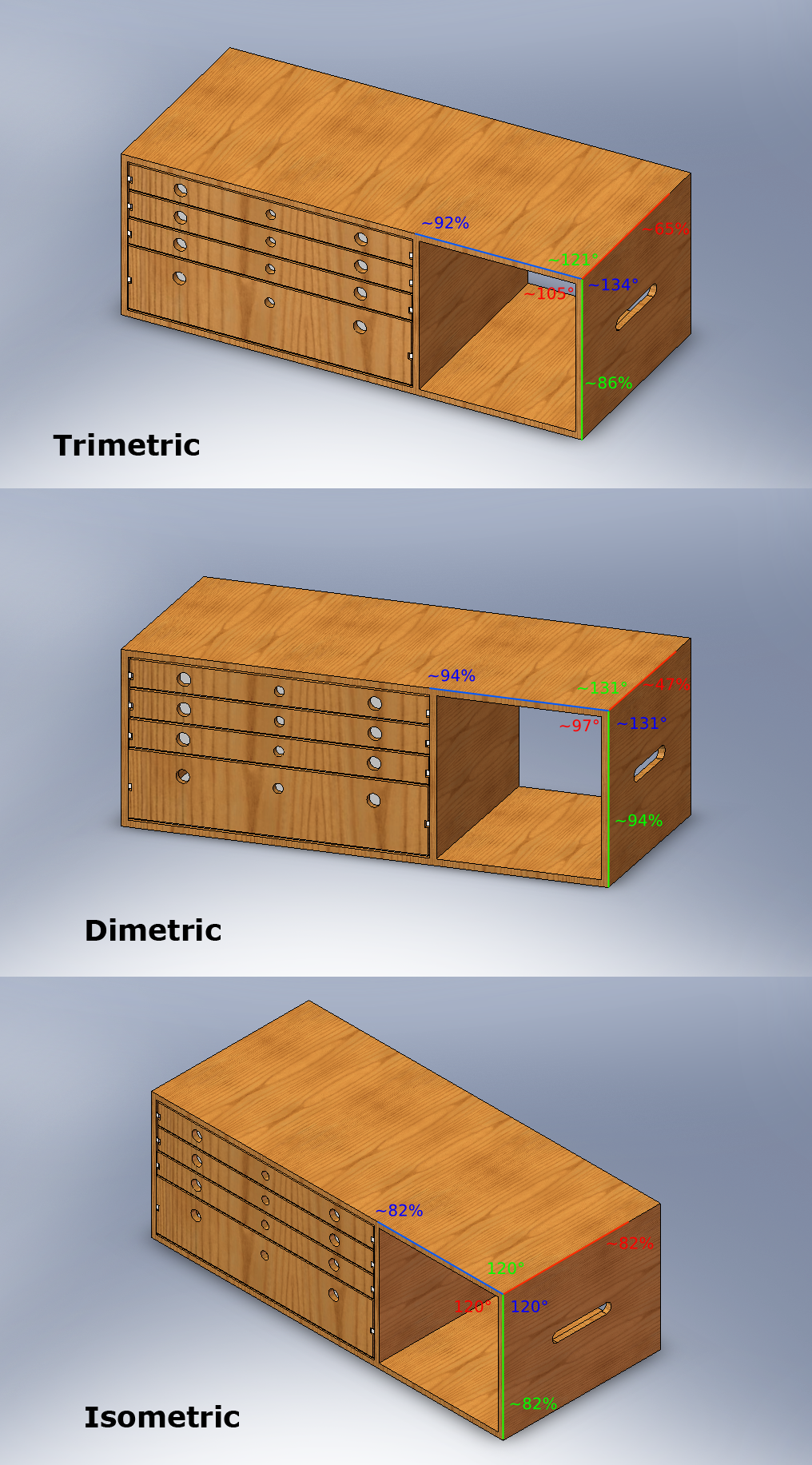
3 loại hình chiếu trục đo vuông góc lệch, vuông góc cân và vuông góc đều

Cách phân loại hình chiếu thông thường như sau:

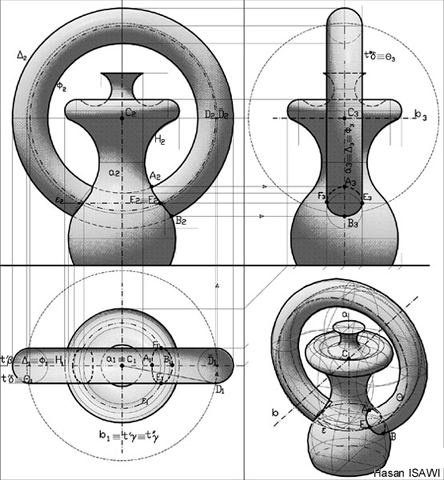
Bản vẽ thông thường có 3 hình chiếu thẳng góc (chiếu đứng, chiếu cạnh, chiếu bằng) và một hình chiếu trục đo

- Hình chiếu vuông góc (Multiview projection) trong đó dùng các tia chiếu song song với nhau và vuông góc với mặt phẳng chiếu, thể hiện các mặt của vật thể lên trên mặt phẳng chiếu. Hình chiếu thẳng góc là loại hình biểu diễn đơn giản, hình dạng kích thước của vật thể được bảo toàn, cho phép thể hiện chính xác hình dạng và kích thước của vật thể. Nhưng mỗi hình chiếu thẳng góc chỉ thể hiện được 2 chiều của vật thể nên phải sử dụng nhiều hình chiếu để biểu diễn, nhất là với những vật thể phức tạp. Thông thường dùng đến 3 hình chiếu là chiếu đứng (hướng chiếu từ mặt trước nhìn tới), chiếu cạnh (hướng chiếu từ bên cạnh bên phải nhìn sang trái) và chiếu bằng (hướng chiếu từ trên nhìn xuống), ngoài ra có thể dùng thêm 3 hình chiếu nữa là từ mặt sau nhìn tới, từ cạnh bênh trái nhìn sang phải, từ đáy nhìn lên). Những chi tiết phức tạp hình chiếu còn thể hiện cắt một phần vật thể để biểu diễn rõ các chi tiết khuất lấp.
- Hình chiếu trục đo: Bản chất của phép chiếu trục đo là thể hiện cả ba chiều của vật thể lên một mặt phẳng, các tia chiếu song song nhau, tùy theo phương chiếu là vuông góc hay xiên góc với mặt phẳng chiếu, theo sự tương quan biến dạng của 3 chiều mà phân ra các loại.
  - Hình chiếu trục đo vuông góc (Axonometric projection)[1]
    - Hình chiếu trục đo vuông góc đều (Isometric projection) ba hệ số biến dạng theo ba trục bằng nhau
    - Hình chiếu trục đo vuông góc cân (Dimetric projection) hai trong ba hệ số biến dạng bằng nhau từng đôi một
    - Hình chiếu trục đo vuông góc lệch (Trimetric projection) ba hệ số biến dạng theo ba trục không bằng nhau

  - Hình chiếu trục đo xiên góc (Oblique projection)
    - Hình chiếu trục đo xiên góc đều (Military projection)
    - Hình chiếu trục đo xiên góc cân (Cabinet projection)
    - Hình chiếu trục đo xiên góc lệch (Cavalier projection)
- Hình chiếu phối cảnh (perspective projection): Sử dụng phép chiếu xuyên tâm, các tia chiếu hội tụ về một điểm gọi là điểm tụ. Dựa vào số lượng điểm tụ mà chia ra hình chiếu phối cảnh 1 điểm tụ, 2 điểm tụ và 3 điểm tụ. Ngoài ra còn có hình chiếu phối cảnh Curvilinear perspective dùng khung cơ sở là mạng đường cong cho phép thể hiện cả hướng nhìn từ trên xuống (Bird's-eye view) và hướng nhìn thấp từ dưới lên (Worm's-eye view). Hình chiếu phối cảnh rút gọn khoảng cách Foreshortening khiến cho khoảng cách trông có vẻ gần hơn về hướng người xem.

Do hình chiếu thẳng góc cũng sử dụng phép chiếu song song và vuông góc với mặt phẳng chiếu, nên có trường hợp nó được phân loại khác một chút.
| Hình chiếu sử dụng phép chiếu (có các tia chiếu) song song Parallel projection | Tia chiếu vuông góc với mặt phẳng chiếu Orthographic projection | Hình chiếu thẳng góc Multiview projection              | Hình chiếu thẳng góc Multiview projection              |
| Hình chiếu sử dụng phép chiếu (có các tia chiếu) song song Parallel projection | Tia chiếu vuông góc với mặt phẳng chiếu Orthographic projection | Hình chiếu trục đo Axonometric projection              | Hình chiếu trục đo vuông góc đều Isometric projection  |
| Hình chiếu sử dụng phép chiếu (có các tia chiếu) song song Parallel projection | Tia chiếu vuông góc với mặt phẳng chiếu Orthographic projection | Hình chiếu trục đo Axonometric projection              | Hình chiếu trục đo vuông góc cân Dimetric projection   |
| Hình chiếu sử dụng phép chiếu (có các tia chiếu) song song Parallel projection | Tia chiếu vuông góc với mặt phẳng chiếu Orthographic projection | Hình chiếu trục đo Axonometric projection              | Hình chiếu trục đo vuông góc lệch Trimetric projection |
| Hình chiếu sử dụng phép chiếu (có các tia chiếu) song song Parallel projection | Tia chiếu xiên góc với mặt phẳng chiếu Oblique projection       | Hình chiếu trục đo xiên góc đều (Military projection)  | Hình chiếu trục đo xiên góc đều (Military projection)  |
| Hình chiếu sử dụng phép chiếu (có các tia chiếu) song song Parallel projection | Tia chiếu xiên góc với mặt phẳng chiếu Oblique projection       | Hình chiếu trục đo xiên góc cân (Cabinet projection)   |                                                        |
| Hình chiếu sử dụng phép chiếu (có các tia chiếu) song song Parallel projection | Tia chiếu xiên góc với mặt phẳng chiếu Oblique projection       | Hình chiếu trục đo xiên góc lệch (Cavalier projection) |                                                        |
| Hình chiếu phối cảnh (sử dụng phép chiếu xuyên tâm) Perspective projection     | Hình chiếu phối cảnh 1 điểm tụ One-point perspective            | Hình chiếu phối cảnh 1 điểm tụ One-point perspective   | Hình chiếu phối cảnh 1 điểm tụ One-point perspective   |
| Hình chiếu phối cảnh (sử dụng phép chiếu xuyên tâm) Perspective projection     | Hình chiếu phối cảnh 2 điểm tụ Two-point perspective            |                                                        |                                                        |
| Hình chiếu phối cảnh (sử dụng phép chiếu xuyên tâm) Perspective projection     | Hình chiếu phối cảnh 3 điểm tụ Three-point perspective          |                                                        |                                                        |

## Minh họa

Hình chiếu thẳng góc Multiview projection
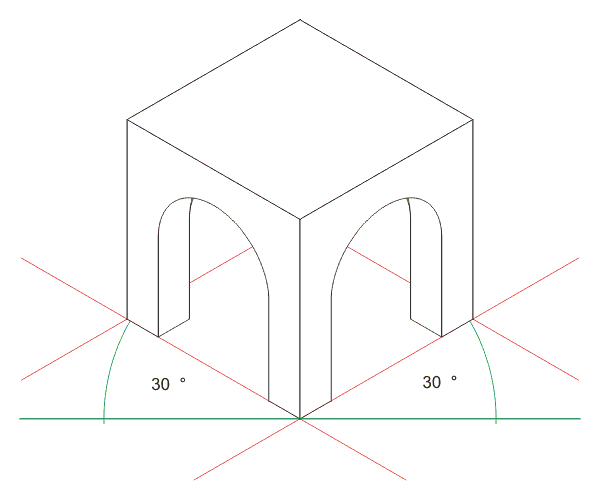
Hình chiếu trục đo vuông góc đều Axonometric projection (isometric)
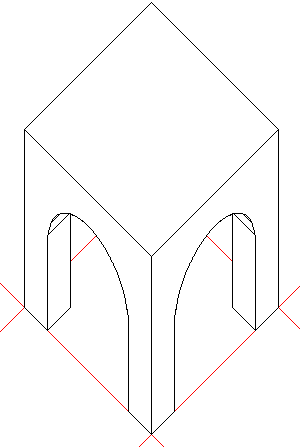
Hình chiếu trục đo xiên góc đều Oblique projection (military)
Hình chiếu trục đo xiên góc cân Oblique projection (cabinet)
Hình chiếu phối cảnh 1 điểm tụ One-point perspective
Hình chiếu phối cảnh 2 điểm tụ Two-point perspective
Hình chiếu phối cảnh 3 điểm tụ Three-point perspective